# 와키자카 야스모토
와키자카 야스모토(일본어: 脇坂安元, 덴쇼 12년 음력 3월 4일(1584년) ~ 조오 2년 음력 12월 3일(1654년))는 에도 시대 초기의 다이묘이다. 이요 오즈번 제2대 번주, 훗날 시나노 이다번 초대 번주. 하리마 다쓰노번 와키자카가 제2대 당주이다.
오즈번 초대 번주 와키자카 야스하루의 차남. 통칭 진타로(甚太郎). 형·와키자카 야스타다(脇坂安忠)가 있었으나 젊은 나이에 병사했기 때문에 적자가 된다.
쇼군 이에미쓰의 신임이 두터운 홋타 마사모리의 차남인 야스마사를 입양하기를 청원해서 소번(도자마 다이묘) 와키자카씨는 후다이 다이묘가 될 수 있었다. 또한 야스모토는 안세이 이전에 동생 야스쓰네(安経), 이어 마사모리의 동생 와키자카 야스토시(脇坂安利)를 입양했지만 모두 요절했다.
| 전임 와키자카 야스하루 | 제2대 오즈번 번주 (와키자카씨) 1615년 ~ 1617년 | 후임 가토 사다야스 |

| 전임 막부직할령(오가사와라 히데마사) | 제1대 시나노 이다번 번주 (와키자카씨) 1617년 ~ 1654년 | 후임 와키자카 야스마사 |